# ダヴィト・キルヴァリゼ
ダヴィト・キルヴァリゼ（グルジア語: დავით კირვალიძე、グルジア語ラテン翻字: Davit Kirvalidze、1967年6月28日 – ）は、ジョージアの政治家、実業家。農業・食品大臣（2002年–2004年）および農業大臣（2012年–2013年）を務めた。

## 生涯
1984年に第55中等学校を卒業、同年に農業研究所で研究員となった。彼は1989年からジョージア農業大学の土壌科学研究所に勤務し、1993年に論文を発表。彼は農業科学の准教授候補として大学で講師を務め、生態環境保護研究所にも勤めた。その後、1996年から1999年まで事業主として農場を経営。
キルヴァリゼは1999年10月31日から2000年5月25日まで国会議員を務め、農業委員会で委員長を務めた。そして2000年5月25日から2004年2月17日まで農業・食品大臣を務めた。2005年から2006年までアメリカのメリーランド大学で講師を務め、2006年からは開発途上国向けに農業支援を行うアメリカの非営利団体CNFAで会長顧問に就任。CNFAはジョージアに対する支援も行い、ミレニアム・チャレンジ「農業省農業開発プロジェクト」や、アメリカ合衆国国際開発庁が出資した「農業省農業リスク軽減プログラム」「機械化プロジェクト」「農園農場主プログラム」にも関与した。
キルヴァリゼは2012年10月25日にビジナ・イヴァニシヴィリ内閣で農業大臣に就任。2013年5月1日、農業省高官および国営農業企業の複数の役人らが農業機械の調達に関連して公金250万リラを流用したとして逮捕された。これを受けて翌5月2日、キルヴァリゼは農業大臣を辞任した。後任にはシャルヴァ・ピピア農業次官が指名された。